# Aphanogmus steinitzi
Aphanogmus steinitzi är en stekelart som beskrevs av Hermann Priesner 1936. Aphanogmus steinitzi ingår i släktet Aphanogmus och familjen pysslingsteklar. Inga underarter finns listade i Catalogue of Life.